# Chyawanprash
Chyawanprash é um produto altamente utilizado na Índia, que serve como rejuvenescedor e energético. 